# Rhoizema saxiferum
Rhoizema saxiferum är en nattsländeart som beskrevs av Barnard 1934. Rhoizema saxiferum ingår i släktet Rhoizema och familjen krumrörsnattsländor. Inga underarter finns listade i Catalogue of Life.